# Tomocerus elongatus
Tomocerus elongatus är en urinsektsart som beskrevs av David J. Maynard 1951. Tomocerus elongatus ingår i släktet Tomocerus och familjen långhornshoppstjärtar. Inga underarter finns listade i Catalogue of Life.